# Sale Môme
Pour les articles homonymes, voir The Kid.
Pour plus de détails, voir Fiche technique et Distribution.
Sale Môme ou Le Kid au Québec (Disney's The Kid) est un film américain réalisé par Jon Turteltaub et sorti en 2000. Écrit par Audrey Wells, il met en scène Bruce Willis.

## Synopsis
Russell Duritz est conseiller en images. Si sa vie professionnelle est bien remplie, il en est tout autrement de sa vie personnelle. En effet, la veille de ses quarante ans, il n'est ni marié, ni fiancé, il vit seul sans enfant et sans animal de compagnie. Pourtant ce même jour, il voit arriver dans son salon un enfant de huit ans, Rusty.
Russ découvre que Rusty n'est autre que lui-même lorsqu'il était enfant. Après avoir dans un premier temps fait passer Rusty pour son neveu, il avoue la supercherie à sa collaboratrice. Il accepte de faire de lui, le garçon d'honneur du mariage de Kenny, l'un de ses amis et en échange, Kenny lui donne des cours de boxe pour lui apprendre à se défendre. Par ailleurs, Rusty est vexé de découvrir qu'il n'a pas de chien et qu'il n'est pas devenu pilote à 39 ans. Un souvenir de Rusty va cependant être changé grâce à Russ et Kenny. Le jour de son huitième anniversaire, il avait été tabassé par des voyous qui avaient attaché un chien ne possédant que trois pattes. Mais la boxe lui ayant servi, il parvient à se venger et à tabasser l'un des voyous. Mais cet incident n'était en fait pas si bénéfique que cela, car la mère de Rusty, très malade, s'est éteinte quelque temps plus tard. Au restaurant, Russ et Rusty fêtent leurs anniversaires respectifs lorsqu'ils rencontrent une version plus âgée d'eux-mêmes, un pilote de soixante-dix ans, qui a acheté un chien et a fondé une famille.

## Fiche technique
- Titre original complet : Disney's The Kid
- Titre français : Sale Môme
- Titre québécois : Le Kid
- Réalisation : Jon Turteltaub
- Scénario : Audrey Wells
- Musique : Marc Shaiman et Jason White
- Directeur de la photographie : Peter Menzies Jr.
- Costumes : Gloria Gresham
- Production : Jon Turteltaub et Bill Johnson
- Société de production : Walt Disney Pictures
- Sociétés de distribution : Buena Vista Pictures (États-Unis), Gaumont Buena Vista International (France)
- Pays de production :  États-Unis
- Langue originale : anglais
- Format : Couleur
- Genre : comédie dramatique, fantastique
- Durée : 104 minutes
- Dates de sortie : 
  - États-Unis : 7 juillet 2000
  - Belgique : 21 mars 2001
  - France : 2 mai 2001

## Distribution
- Bruce Willis (VF : Patrick Poivey ; VQ : Jean-Luc Montminy) : Russell Morley “Russ” Duritz
- Spencer Breslin (VF : Kelyan Blanc ; VQ : Xavier Dolan) : Rusty Duritz
- Emily Mortimer (VF : Sybille Tureau ; VQ : Dominique Leduc) : Amy
- Larry King : lui-même
- Chi McBride (VF : Christophe Peyroux ; VQ : François L'Écuyer) : Kenny
- Lily Tomlin (VF : Dany Laurent ; VQ : Claudine Chatel) : Janet
- Jean Smart (VF : Marie Marczak ; VQ : Marie-Andrée Corneille) : Deirdre Lefever
- Dana Ivey (VF : Evelyn Séléna ; VQ : Françoise Faucher) : Dr Suzanne Alexander
- Daniel Von Bargen (VF : Max André ; VQ : Yves Massicotte) : Sam, le père de Russ
- Melissa McCarthy : la serveuse de Sky King
- Brian McGregor : Vince
- Reiley McClendon : Mark
- Brian Tebbits : Herbert
- Brian McLaughlin : George
- Nick Chinlund : lui-même